# سنگ پا

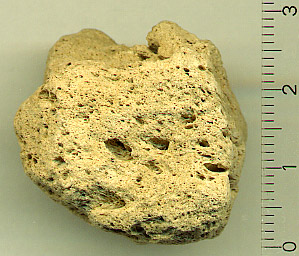
نمونه پوکه بسیار متخلخل از آتشفشان Teide در تنریف، جزایر قناری. تراکم نمونه تقریباً ۰.۲۵ گرم در سانتی‌متر مکعب ؛ مقیاس بر حسب سانتی‌متر

پوک معدنی پومیس (Pumice) نوعی سنگ آذرین است که از سرد شدن گدازه‌های آتشفشانی شکل می‌گیرد. 
از پوکه معدنی در سبک سازی، شیب بندی و کفسازی ساختمان استفاده می شود
پوکه معدنی از گدازه‌های آتشفشانی تشکیل شده که پس از رسیدن به سطح زمین سرد شده و به صورت دانه‌های ریز و درشت درآمده که سطح آن حبابی و دارای سوراخ‌هایی است. نام علمی آن پومیس (Pumice) است. این نوع سنگ آذرین زمانی ساخته می‌شود که گاز گدازه‌های شیشه ای که در حال سرد شدن هستند به سرعت خارج می‌شوند. محل استخراج فقط در مناطق آتشفشانی است. پوکه معدنی دارای وزن پایین و مقاومت و سختی بالایی است؛ بدین جهت از پوکه معدنی در ساخت و ساز ساختمانی استفاده می‌شود. در صنعت ساختمان سازی از پوکه معدنی برای شیب بندی کف و سقف استفاده می‌شود واستفاده ازآن به جهت سبک سازی سازه است.
در ایران معادن پوکه معدنی در استان کردستان  شهرستان قروه واقع شده است ، به همین دلیل به پوکه قروه شهرت دارد.